# Bruno Guigue
Pour les articles homonymes, voir Guigue.
Bruno Guigue, né en 1962 à Toulouse, est un ancien haut fonctionnaire, chercheur en philosophie politique et analyste politique français.

## Carrière
Bruno Guigue est ancien élève de l'École normale supérieure de la rue d'Ulm et de l'École nationale d'administration (promotion Jean Monnet 1990). Il est titulaire d'un master de philosophie et d'un master de géopolitique.
Haut fonctionnaire du ministère de l'intérieur de 1990 à 2008, il a notamment été sous-préfet pour la politique de la ville à Marseille de 1993 à 1995, directeur du contrat de ville de Saint-Denis de 1996 à 1998, directeur général adjoint des services de la La Réunion de 1998 à 2007[réf. souhaitée]. En septembre 2007, Bruno Guigue est nommé sous-préfet de Saintes, dans le département de la Charente-Maritime. Il a été limogé en mars 2008 par la ministre de l’Intérieur Michèle Alliot-Marie pour avoir manqué à son devoir de réserve. Le préfet de Charente-Maritime explique que Bruno Guigue, avant d'être limogé, était administrateur civil « détaché dans les fonctions de sous-préfet » et que, à la suite de son limogeage, il « est reversé dans son cadre d'origine » et « redevient administrateur civil », un autre corps de la fonction publique.
Début 2018, L'Obs le présente comme « professeur de philosophie ».
En 2021, il est professeur de philosophie dans un lycée de La Réunion.

## Auteur
Bruno Guigue est l'auteur de deux ouvrages sur le conflit israélo-arabe : Aux origines du conflit israélo-arabe, l'invisible remords de l'Occident et Proche-Orient : la guerre des mots ainsi que d'une quinzaine d'articles de philosophie et de science politique dans les revues Études, Présence africaine et Raison présente. De plus, il est l'auteur d'un livre, Les raisons de l'esclavage, qui explore les rapports entre la pensée occidentale et le système esclavagiste. Il a aussi écrit un essai politico-historique sur la naissance du communisme moderne : Faut-il brûler Lénine ?.
D'après Le Monde, il a publié des « tribunes sur la situation au Proche-Orient ». Après avoir été limogé en 2008 de sa fonction de sous-préfet en Charente-Maritime, Bruno Guigue a publié, selon L'Éco austral, outre la tribune qui a provoqué son limogeage, 18 tribunes « anti-sionistes ». Bruno Guigue, pour sa part, affirme qu'il faisait « des analyses géopolitiques depuis dix ans ». D'après Le Figaro, Bruno Guigue est « réputé comme étant un spécialiste du Proche-Orient ».
En 2022, Bruno Guigue publie Communisme aux éditions Delga.

### La tribune surOumma.com
Bruno Guigue publie depuis février 2005 des tribunes libres sur le site oumma.com.
En réponse à une tribune publiée le 27 février 2008 dans les colonnes du quotidien Le Monde, titrée « L'ONU contre les droits de l'homme », il publie le 13 mars 2008 une réponse intitulée « Quand le lobby pro-israélien se déchaîne contre l'ONU ». Le 18 mars 2008, l'éditorialiste Luc Rosenzweig attaque cette tribune sur le site « france-israël.org ».
Le 20 mars 2008, Bruno Guigue est limogé par la ministre de l'Intérieur, Michèle Alliot-Marie qui, selon le ministère de l'Intérieur, « a été mise au courant mercredi [19 mars] du contenu de cette tribune et a immédiatement décidé de mettre fin [aux] fonctions [de M. Guigue] ». On lui reproche d'avoir décrit Israël comme le « seul État au monde dont les snipers abattent des fillettes à la sortie des écoles » et d'ironiser sur « les geôles israéliennes, où grâce à la loi religieuse, on s'interrompt de torturer durant le shabbat ».
Jacques Reiller, le préfet de Charente-Maritime déclare : « C'est le principe même du respect du devoir de réserve qui était enfreint. Toute la fonction publique repose sur un devoir de réserve, une obligation de neutralité, qui correspond à l'égalité de traitement de tous les citoyens, quelle que soit leur sensibilité ou leur préférence », et d'ajouter : « Même s'il voulait publier un ouvrage sur les vases Ming, il devrait en référer, c'est la seule règle ». L'historienne Esther Benbassa note que Bruno Guigue « s’est exprimé dans la tribune d’Oumma.com en tant que simple citoyen et non comme sous-préfet », et elle estime qu'il n'a pas contrevenu aux règles fixées par le chapitre 2 de l'Article 10 de la Convention européenne des droits de l'homme concernant les limites de la liberté d'expression. Pour Oumma.com, il est « juridiquement fondé de dire » que Bruno Guigue « est sorti de son devoir de réserve », mais le site affirme que François Zimeray, ambassadeur des droits de l'homme, est lui aussi sorti de son devoir de réserve une semaine avant, tenant des positions « anti-palestiniennes extrêmes », mais que lui n'a pas été sanctionné. Le site en déduit que Bruno Guigue a été l'objet d'une sanction politique, sous pression du « lobby pro-israélien français ».
Au Liban, le cheikh Mohammad Hussein Fadlallah, chef spirituel de la communauté chiite, a accusé le gouvernement français de « punir les détracteurs d'Israël » et estimé que « la France a perdu sa neutralité sur la scène proche-orientale »[réf. souhaitée]. D'après Oumma.com, la décision de « frapper » Bruno Guigue « est largement commentée à l’étranger, notamment dans les pays arabes ».
Bruno Guigue déclare : « Je pense seulement que la paix au Proche-Orient passe par l'application du droit international », et pose la question : « Est-ce un délit ? ». Il intente un recours pour excès de pouvoir auprès du Conseil d'État. L'Union juive française pour la paix, Mouloud Aounit, secrétaire général du MRAP, ainsi que plusieurs parlementaires, dont Patrick Braouezec, député (PCF) de Seine-Saint-Denis lui ont apporté leur soutien.
Esther Benbassa voit dans le licenciement de Bruno Guigue « le signe de l’impossibilité de conduire un authentique débat dans notre pays et de l’influence des groupes de pression communautaires auprès des instances gouvernementales ». Elle déplore le ton « polémique » utilisé par Bruno Guigue dans sa tribune sur Oumma.com, et aussi qu'il n'ait pas sourcé ses affirmations. Elle affirme que lorsqu'il parle d’Israël comme « seul État au monde dont les snipers abattent des fillettes à la sortie des écoles » , il tire sans doute son information d’Amira Hass, journaliste au quotidien israélien Haaretz. Et en ce qui concerne la phrase qui selon elle a probablement valu son limogeage à B. Guigue – « Ils [les admirateurs occidentaux d’Israël] doivent aussi se confondre d’admiration devant les geôles israéliennes, où grâce à la loi religieuse, on s’interrompt de torturer durant le shabbat. » – elle estime que la source est la note 17 de la page 94 du livre Les Emmurés (2005) de Sylvain Cypel, journaliste au Monde, ex-correspondant à Jérusalem ayant vécu de longues années en Israël et lui-même d’origine juive.
Le journal L'Humanité condamne les propos de Bruno Guigue, les jugeant « intolérables » et s'ajoutant « au déchaînement et à l'inflation de qualificatifs haineux et de comparaisons inadmissibles auxquels se livrent divers protagonistes directs de la crise ». Le journal affirme notamment que le vice-ministre israélien de la Défense a promis une « shoah plus grande encore » aux Palestiniens en réponse à des tirs de missiles, et que le président iranien Ahmadinedjad a critiqué l'existence même d'Israël.
Le 8 avril 2009, le Conseil d'État rejette la requête du sous-préfet Bruno Guigue tendant à l'annulation de la décision ayant mis fin à ses fonctions de sous-préfet de Saintes.

## Critiques
Pour Guy Sorman, Bruno Guigue est un auteur qui « s'autoproclame spécialiste du Moyen-Orient » et qui « publie des pamphlets antisionistes ».
Le linguiste Michael Rinn de l'université de Bretagne occidentale note que Bruno Guigue qualifie la mémoire du génocide nazi « d'arme redoutable d'intimidation massive ».
Dans un article consacré à la couverture des premières heures de l'invasion russe de l'Ukraine en 2022 par la chaîne RT France, Arrêt sur images cite Bruno Guigue parmi les commentateurs qui épousent la propagande russe. En janvier 2022, il estimait que l'hypothèse d'une attaque russe de l'Ukraine était « une fable ».

## Œuvres
- Aux origines du conflit israélo-arabe : l'invisible remords de l'Occident, L'Harmattan, coll. « Questions contemporaines », Paris et Montréal, 1999, 145 p.,  (ISBN 2-7384-7304-0) – Réédition, revue et augmentée : L'Harmattan, coll. « Comprendre le Moyen-Orient », Paris, Budapest et Turin, 2002, 190 p.,  (ISBN 2-7475-2093-5)
- Faut-il brûler Lénine ?, L'Harmattan, Paris, Montréal et Budapest, 2001, 144 p.,  (ISBN 2-7475-0160-4)
- Économie solidaire : alternative ou palliatif ?, L'Harmattan, coll. « Économie et innovation », Paris et Montréal, 2002, 79 p.,  (ISBN 2-7475-1907-4)
- Les raisons de l'esclavage, L'Harmattan, coll. « Économie et innovation. Krisis », Paris, Budapest et Turin, 2002, 125 p.,  (ISBN 2-7475-2119-2)
- Proche-Orient : la guerre des mots, L'Harmattan, coll. « Comprendre le Moyen-Orient », Paris, Budapest et Turin, 2003, 110 p.,  (ISBN 2-7475-4250-5)
- Chroniques de l'impérialisme, Editions Delga, 2017, Paris, 281 p.  (ISBN 978-2-37607-129-7)
- La fable du libéralisme qui sauve le monde, Editions Delga, 2019, Paris, 281 p.  (ISBN 978-2376071594)
- Communisme , Editions Delga, 2022, Paris, 462 p.  (ISBN 978-2376072379)[18]
- L’Odyssée chinoise, Editions Delga, 2025, Paris, 400 p.   (ISBN 978-2376072737)